# Trg Tahrir
Trg Tahrir (arabsko ميدان التحرير Mīdān at-Taḥrīr - Trg osvoboditve), znan tudi pod imenom Trg mučenikov, je velik javni mestni trg v centru Kaira v Egiptu. Trg je bil kraj in središče političnih demonstracij v Kairu, predvsem tistih, ki so pripeljale do egiptovske revolucije leta 2011 in odstopa predsednika Hosnija Mubaraka.

## Zgodovina
Trg je bil prvotno imenovan Ismailijev trg (ميدان الأسماعيلية Mīdān al-Ismā'īliyyah), po vladarju iz 19. stoletja Isma'il Paša, ki je naročil novo okrožje "Paris on the Nile". Po egiptovski revoluciji leta 1919 je trg postal splošno znan kot Trg Tahrir (Trg osvoboditve), vendar se ni uradno preimenoval do egiptovske revolucije leta 1952, ko se je Egipt spremenil iz ustavne monarhije v avtokratsko republiko. Trg je bil osrednja točka egiptovske revolucije leta 2011 .

## Značilnosti
V središču trga Tahrir je veliko krožišče. Na severovzhodni strani je prostor s kipom domoljubnega junaka Omarja Makrama, ki je dobil zaradi svojega upora proti napadu Napoleona I. na Egipt in stoji nasproti mošeje Omar Makram. 
Trg je severni konec zgodovinske ulice Qasr al-Ayni, zahodni konec ulice Talaat Harb in ima preko ulice Qasr al-Nil, ki prečka južni del, neposreden dostop do mostu Qasr al-Nil, ki prečka bližnjo reko Nil.
Na območju okrog trga so Egipčanski muzej, Folklorna umetniška hiša, stavba vlade Mogamma, stavba sedeža Arabske lige, hotel Nile Ritz Carlton, evangeličanska cerkev Kasr El Dobara in prvotni mestni kampus ameriške univerze v Kairu. Stavba narodne demokratične partije-NDP je stala tukaj, dokler ni bila med revolucijo požgana in porušena leta 2015. 
Kairski metro vozi skozi trg Tahrir s postajo Sadat, ki je središče križanja dveh linij sistema, ki povezujeta z Gizo, Maadi, Helwan in druga okrožja in predmestja Velikega Kaira. Njeni viadukti podzemnega dostopa zagotavljajo najvarnejše poti za pešce, ki prečkajo široke ceste na močno prometnem trgu

## Javna uporaba in demonstracije
Trg Tahrir je bil tradicionalno kraj številnih večjih protestov in demonstracij v preteklih letih, vključno z egiptovskimi neredi leta 1977 in protesti proti vojni v Iraku marca 2003. 

### Revolucija 2011
Trg Tahrir je bil osrednja točka egiptovske revolucije 2011 proti bivšemu predsedniku Hosniju Mubaraku . Več kot 50.000 protestnikov je najprej zasedlo trg 25. januarja, ki so ugotovili, da je bilo brezžično omrežje na območju oslabljeno.  V naslednjih dneh je trg ostal glavni center protesta v Kairu. 29. januarja so egiptovska lovska letala nizko preletavala ljudi, zbrane na trgu. 30. januarja, sedmi dan protestov, so BBC in drugih dopisniki sporočali, da je število demonstrantov naraslo na vsaj 100.000 in 31. januarja so dopisniki Al Jazeere poročali, da so demonstracije zajele najmanj 250.000 ljudje. Al Džazira je 1. februarja poročala, da se je na trgu in sosednjih ulicah mirno zbralo več kot milijon protestnikov . Vendar pa so bila takšna medijska poročila verjetno pretirana za politične namene in po analizi Stratforja naj ne bi dejansko število zbranih protestnikov nikoli preseglo 300.000 ljudi. 
Trg se je uveljavil kot žarišče in simbol za egipčanske demonstracije demokracije. 2. februarja je prišlo do nasilja med pro-Mubarakovimi in pro-demokratičnimi demonstranti, nato pa 3. februarja "Petek odhoda", ki je bil eden od imenovanih "dnevnih" dogodkov, osredotočenih na trgu. V enem tednu so zaradi mednarodne medijske pokritosti podoba in ime trga Tahrir postala znana po vsem svetu.
Facebook stran, imenovana "Tahrir Square" (ميدان التحرير), je vzdrževala osebje dvajsetih med vstajo, zlasti da bi izravnalo pomanjkanje in / ali izkrivljeno pokritost dogodkov in odzivov v državnih medijih. 
18-dnevni upor, osredotočen na trgu, je egiptovskim oboroženim silam prinesel priložnost, da v petek, 11. februarja 2011, ko je predsednik uradno odstopil s funkcije, umakne Mubaraka s položaja. Obvestilo, da je Mubarak prenesel vso oblast Svetu oboroženih sil, je podal dolgoletni generalni obveščevalec in novi podpredsednik Omar Sulejman. Trg Tahrir je bil po večerni objavi prostor praznične slovesnosti, z zvoki, kot so "Dvignite glavo visoko, ste Egipčani", "Vsi, ki ljubijo Egipt, prihajajo in obnovijo Egipt" in druge. Naslednji dan so se Egipčan iz Kaira očistili trg, "prišli in očistili po svoji revoluciji", pri tem pa odstranili tlakovce in smeti ter grafite, ki so se nabirali osemnajst dni.

### Po revoluciji
Trg Tahrir je s praznovanji obletnice demokracije in obiski tujih dostojanstvenikov še naprej simbol egipčanske revolucije leta 2011. Britanski premier David Cameron, visoki predstavnik za zunanje zadeve in varnostno politiko Evropske unije Catherine Ashton, državni sekretar Združenih držav Hillary Clinton, John Kerry, predsednik ameriškega odbora senatnega odbora za zunanje odnose, Kevin Rudd za zunanje zadeve Minister za Avstralijo in ameriški igralec Sean Penn so obiskali trg po revoluciji leta 2011.
Ena od ladij v načrtovani Svobodni Flotilji II., ki naj bi prekinila izraelsko blokado Gaze, se je po trgu poimenovala Tahrir. Med potniki je bil reporter Haaretza, Amira Hass. Navsezadnje se plovba ni zgodila. 

#### Protesti junija 2013 in državni udar
29. junija 2013 so se na trgu Tahrir združili milijoni Egipčanov, ki so demonstrirali proti egiptovskemu predsedniku Mohamedu Morsiju, in zahteval njegov odstop s položaja. Demonstranti so uporabili slogan "Ljudje želijo odreči režim", ki se je uporabljal v protestih, ki so pripeljali do revolucije leta 2011.
Do 30. junija se je njihovo število povečalo, pri čemer so poročali o demonstracijah na 18 lokacijah v celotnem Kairu. Demonstracije so bile opisane kot največja revolucija v sodobni zgodovini. Združile so več kot 33 milijonov ljudi na egiptovskih ulicah. 3. julija 2013 je general Abdul Fatah al-Sisi napovedal odstop predsednika Mohameda Morsija in začasno ustavil egiptovsko ustavo po potekajočih javnih protestih, kar je opisano kot državni udar (coup d'état) in mednarodna skupnost in njegovi podporniki in mediji kot revolucija.